# Ancistrachne ancylotricha
Ancistrachne ancylotricha là một loài thực vật có hoa trong họ Hòa thảo. Loài này được (Quisumb. & Merrill) S.T.Blake mô tả khoa học đầu tiên năm 1941.